# Cmentarz wojenny nr 263 – Zaborów
Cmentarz wojenny nr 263 – Zaborów – austriacki cmentarz wojenny z okresu I wojny światowej znajdujący się we wsi Zaborów w województwie małopolskim, w powiecie brzeskim, w gminie Szczurowa. Jest jednym z 400 zachodniogalicyjskich cmentarzy wojennych zbudowanych przez Oddział Grobów Wojennych C. i K. Komendantury Wojskowej w Krakowie. W VIII okręgu brzeskim cmentarzy tych jest 52.

## Opis cmentarza
Znajduje się na cmentarzu parafialnym i stanowi jego część. Jego projektantem był Johann Watzal. Cmentarz zbudowany jest na planie prostokąta z dodatkowym aneksem. Ogrodzenie tworzą betonowe słupki, pomiędzy którymi zamontowano segmenty z metalowych sztachet. Wejście przez bramkę zamykaną dwuskrzydłową furtką z metalowych sztachet. Od bramki alejka prowadząca do pomnika centralnego. Jest to duży drewniany krzyż łaciński osadzony na betonowym, dwustopniowym cokole. Ramiona krzyża zwieńczone są półokrągłym blaszanym daszkiem, w podstawie duży napis 1915. Krzyż wykonany jest z belek spojonych metalowymi obręczami. Mogiły ulokowano w 6 rzędach, a oprócz nich są też mogiły w aneksie za krzyżem. Większość to pojedyncze nagrobki  w postaci metalowych krzyży osadzonych na betonowym cokole. Posiadają tabliczki imienne. Jest kilka rodzajów tych krzyży, m.in.. :
- żeliwne krzyże łacińskie
- żeliwne krzyże lotaryńskie o ramionach otoczonych zębatym daszkiem z blachy

## Polegli
Pochowano tutaj  łącznie 186 żołnierzy, w tym:
- 122 żołnierzy armii austro-węgierskiej,
- 3 żołnierzy armii niemieckiej,
- 31 żołnierzy armii rosyjskiej

Zidentyfikowano 135 żołnierzy z różnych jednostek wojennych. Są wśród nich nazwiska polskie: Zieliński, Zawilski, Taborski, Szczepanik, Świstak, Strojny, Orzechowski, Morawiec, Marzinowski, Kasinski, Lopatka, Dębiec, Kaczmarczyk i inni (oryginalna pisownia austriacka).

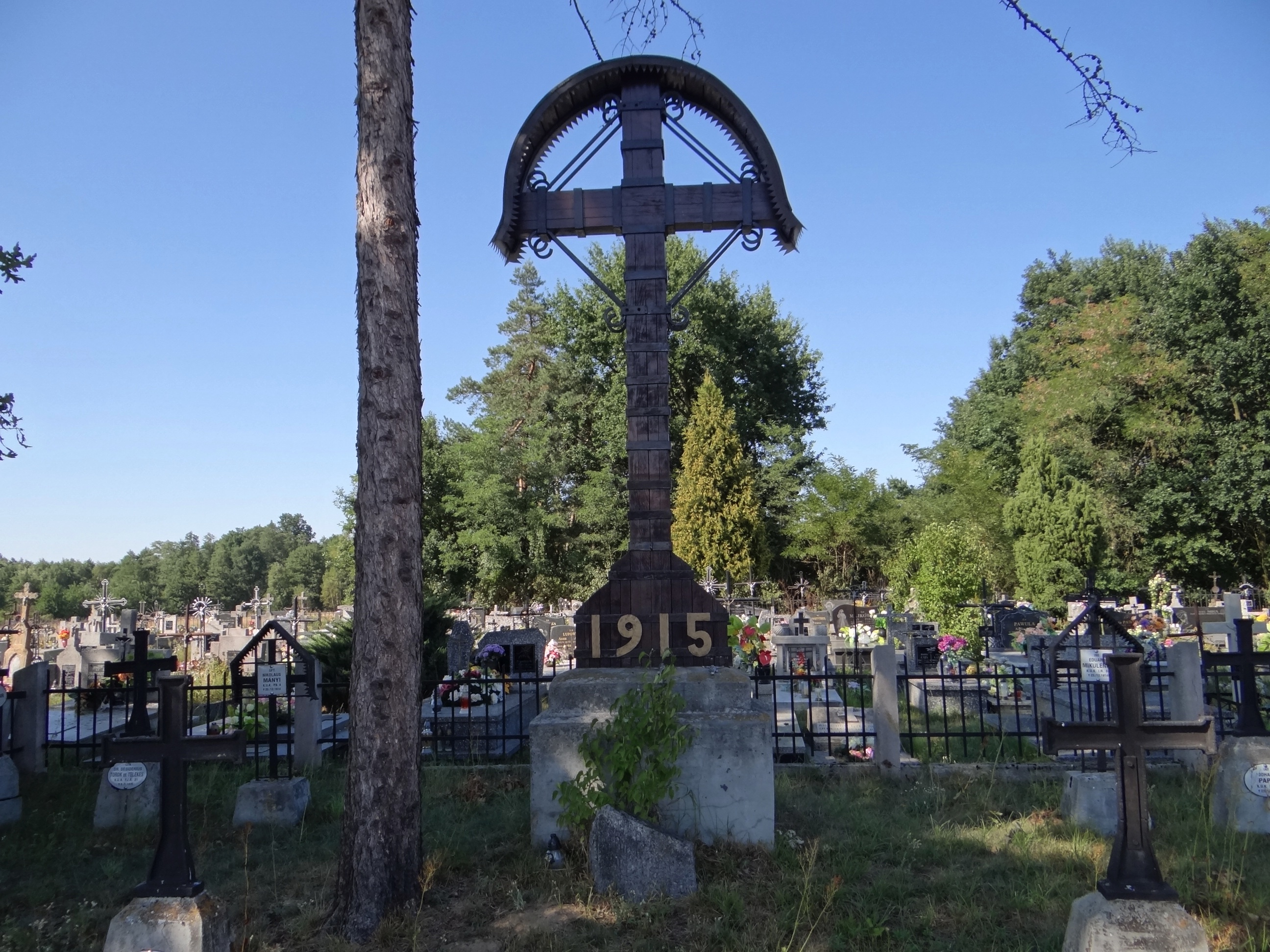
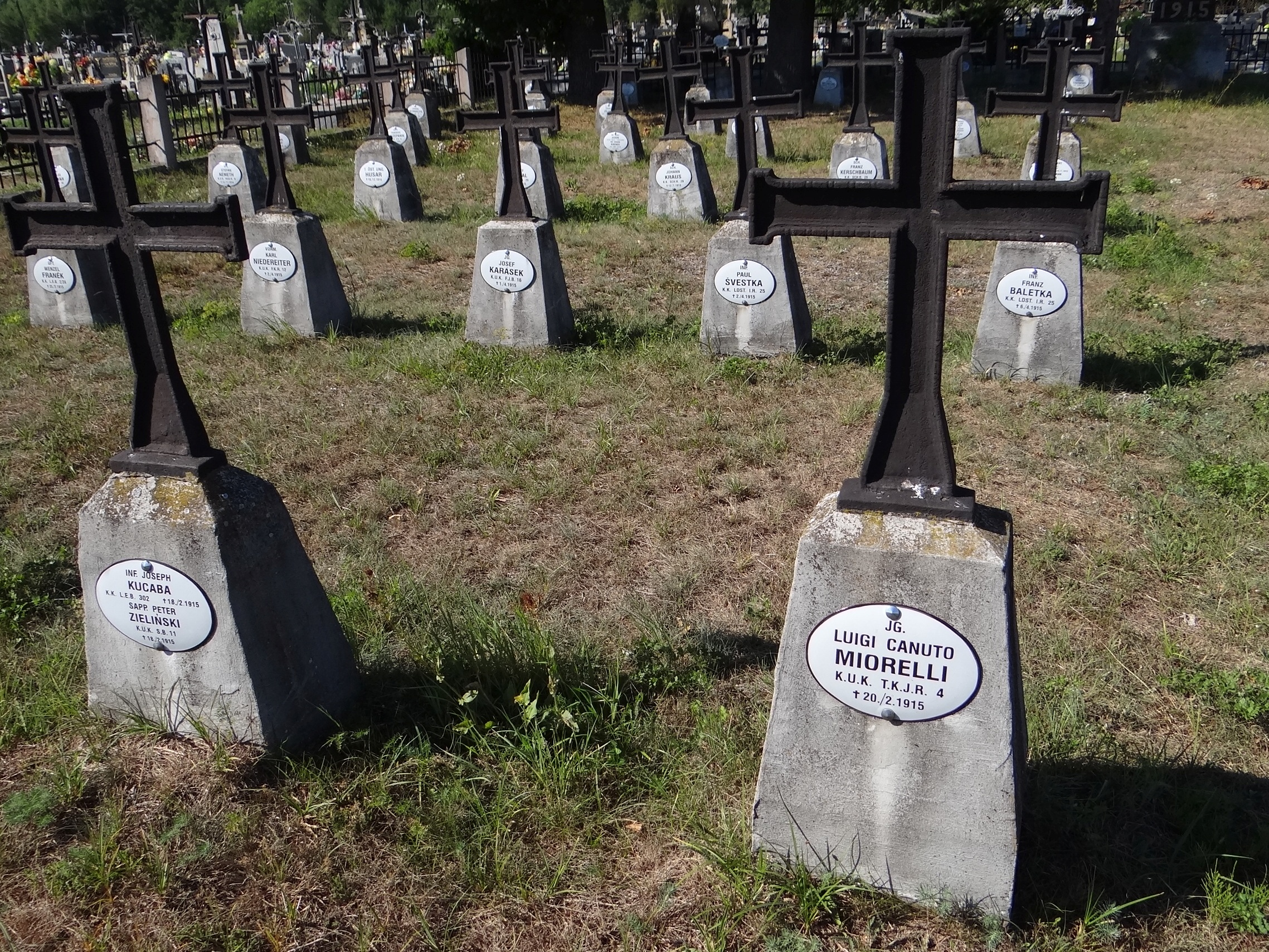
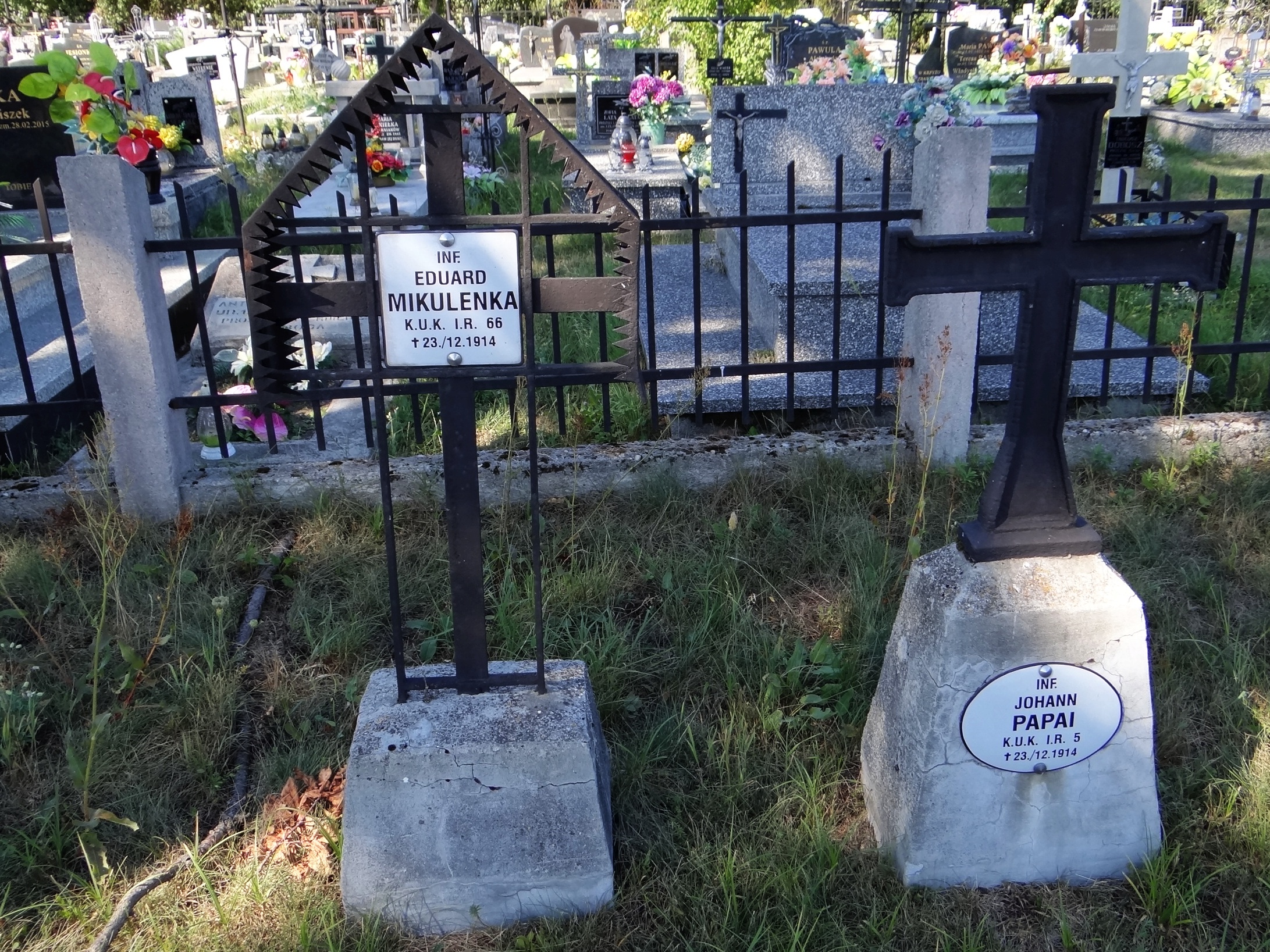